# Enhanced Graphics Adapter

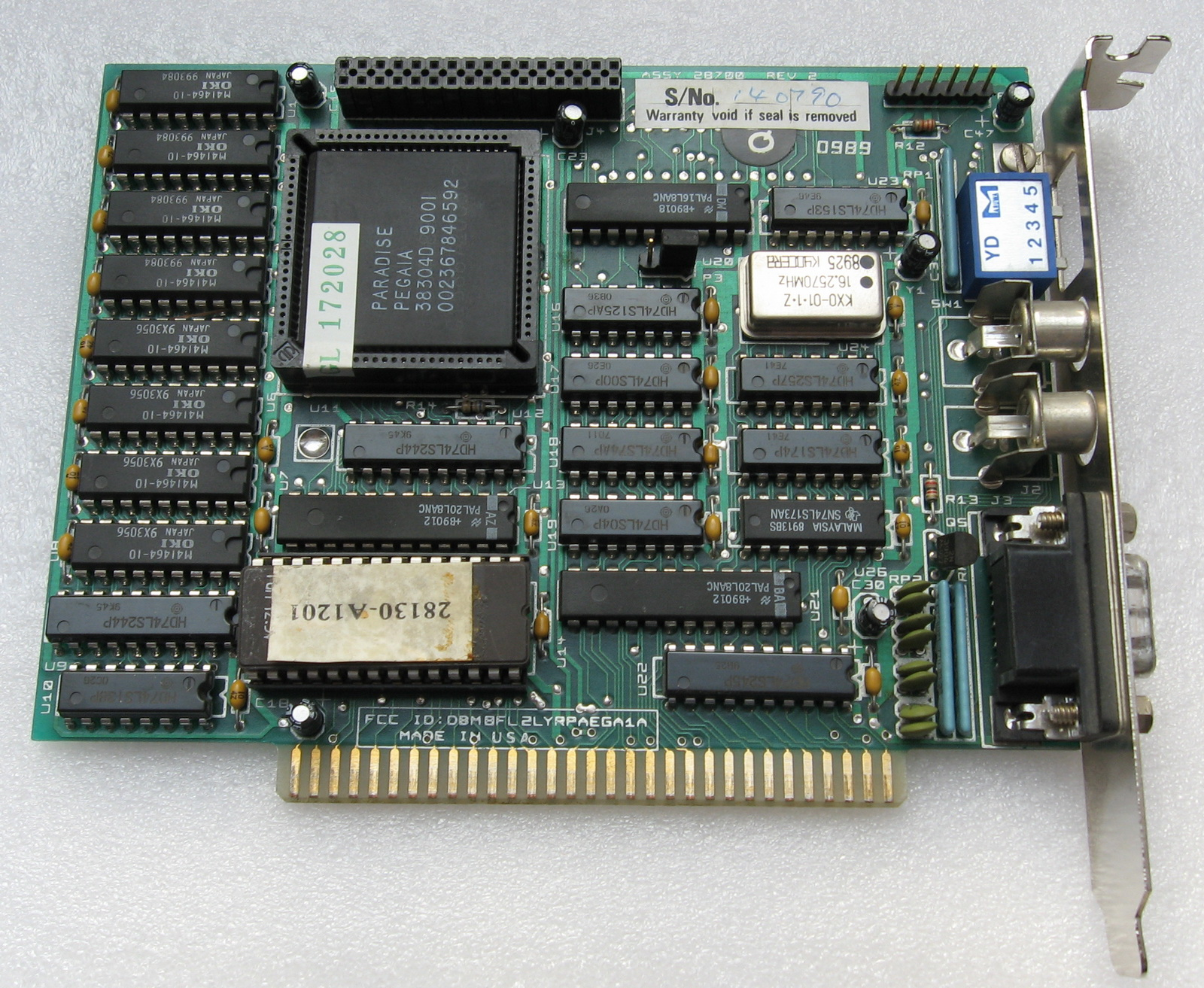
Targeta gràfica EGA de 8 bits.

L'Enhanced Graphics Adapter (EGA), o l'«adaptador gràfic millorat», és un vell estàndard de visualització gràfica.
Es troba en termes de funcionalitats entre el CGA i el VGA i designa també tres modes gràfiques (dits modes gràfiques EGA): el 320×200 en 16 colors fixos, el 640×200 en 16 colors fixos i el 640×350 en 16 colors entre 64.
Introduït l'octubre de 1984 per IBM per al seu nou ordinador personal PC/AT, l'EGA és parcialment compatible amb el CGA, i pot mostrar una imatge de 16 colors en 640×350 píxels. Les targetes gràfiques EGA van incloure una ROM de 16 kilobytes d'extensió al BIOS, i un generador d'adreces Motorola MC6845.
En 640×350, cadascun dels 16 colors pot ser definit per un color RGB, a través d'un mecanisme de paleta. Cada color pot ser escollit entre 64 (dos bits per píxel per al vermell, el verd, i el blau). També hi ha les modes gràfiques EGA 16 colors del CGA 640×200 i 320×200; en aquest cas només els 16 colors CGA/RGBI són llavors disponibles.
Les targetes gràfiques EGA són parcialment compatibles amb les modes gràfiques CGA. Les targetes EGA poden acceptar un monitor MDA a través de ponts a la targeta. Només el mode 640×350 està llavors disponible en aquest cas.
L'estàndard EGA es va tornar obsolet per la introducció del VGA per IBM l'abril de 1987, a la gamma d'ordinadors PS/2.

## Paleta per defecte
| Paleta per defecte correspon als colors del mode text de les targetes CGA | Paleta per defecte correspon als colors del mode text de les targetes CGA | Paleta per defecte correspon als colors del mode text de les targetes CGA |
| Color                                                                     | Valor RGB                                                                 | Número                                                                    |
| ------------------------------------------------------------------------- | ------------------------------------------------------------------------- | ------------------------------------------------------------------------- |
| 0 – negre (#000000)                                                       | 000000                                                                    | 0                                                                         |
| 1 – blau (#0000AA)                                                        | 000001                                                                    | 1                                                                         |
| 2 – verd (#00AA00)                                                        | 000010                                                                    | 2                                                                         |
| 3 – cian (#00AAAA)                                                        | 000011                                                                    | 3                                                                         |
| 4 – vermell (#AA0000)                                                     | 000100                                                                    | 4                                                                         |
| 5 – magenta (#AA00AA)                                                     | 000101                                                                    | 5                                                                         |
| 6 – marró (#AA5500)                                                       | 010100                                                                    | 20                                                                        |
| 7 – gris clar (#AAAAAA)                                                   | 000111                                                                    | 7                                                                         |
| 8 – gris fosc (#555555)                                                   | 111000                                                                    | 56                                                                        |
| 9 – blau brillant (#5555FF)                                               | 111001                                                                    | 57                                                                        |
| 10 – verd brillant (#55FF55)                                              | 111010                                                                    | 58                                                                        |
| 11 – cian brillant (#55FFFF)                                              | 111011                                                                    | 59                                                                        |
| 12 – vermell brillant (#FF5555)                                           | 111100                                                                    | 60                                                                        |
| 13 – magenta brillant (#FF55FF)                                           | 111101                                                                    | 61                                                                        |
| 14 – groc (#FFFF55)                                                       | 111110                                                                    | 62                                                                        |
| 15 – blanc (#FFFFFF)                                                      | 111111                                                                    | 63                                                                        |